# Вторинна продукція
Вторинна продукція — продукція  гетеротрофних організмів (консументів), які харчуються готовими органічними речовинами. До вторинної продукції відносять продукцію організмів другого і подальших трофічних рівнів (всі тварини, гетеротрофні мікроорганізми і  сапрофітні рослини). Незалежно від трофічної спеціалізації консументів визнається наступна схема утворення вторинної продукції. Продукцію рослин (первинну продукцію) в певній кількості поїдають тварини, інша частина надходить в опад або донні відкладення. З'їдена їжа засвоюється консументами, частково екскретується і надходить у детрит. За рахунок засвоєного продукту відбувається приріст біомаси тварин (формується вторинна продукція). Вторинна продукція включає речовину і енергію приросту (приросту) тварин та їх потомства за досліджуваний період, які з урахуванням речовини та енергії елімінованих особин характеризують продукцію тварин. Біомаса тварин-імігрантів у вторинну продукцію не включається.
Розрізняють:
1. загальну вторинну продукцію — кількість органічної речовини, створену гетеротрофними організмами — консументами.
2. чисту вторинну продукцію — загальна вторинна продукція за вирахуванням речовин, витрачених на дихання і спожитих іншими гетеротрофами.

Недостатня утилізація продуктів опада в ланцюгах розкладання має як наслідок нагромадження в системі мертвої органічної речовини, що відбувається, наприклад, при заторфовуванні боліт, заростанні мілководних водойм, створення великих запасів підстилки в тайгових лісах тощо Біомаса біоценозу з урівноваженим кругообігом речовин залишається відносно постійною, оскільки практично вся первинна продукція витрачається в ланцюгах харчування і розкладання.
Екосистеми дуже різноманітні щодо відносної швидкості створення і витрачання як чистої первинної продукції, так і чистої вторинної продукції на кожному трофічному рівні. Проте всім без винятку екосистемам властиві певні кількісні співвідношення первинної та вторинної продукції, що отримали назву правило піраміди продукції: на кожному попередньому трофічному рівні кількість біомаси, що створюється за одиницю часу, більше, ніж на наступному. Графічно це правило часто представляють у вигляді пірамід, які звужуються догори і представлені поставленими один на одного прямокутниками рівної висоти, довжина яких визначає масштаби продукції на відповідних трофічних рівнях. Піраміда продукції відображає закони витрачання енергії в харчових ланцюгах.